# Alexandre Aubert
Alexandre Aubert (* 20. Mai 1979 in Saint-Dié-des-Vosges, Frankreich) ist ein ehemaliger französischer Biathlet.
Alexandre Aubert lebt in Saint-Gervais-les-Bains und startet für Douanes Saint-Gervais. Biathlon betreibt er seit 1995 und ab 1998 als Teil des französischen Nationalkaders. Ein Jahr später debütierte er bei den Juniorenweltmeisterschaften in Pokljuka auf internationaler Ebene. Im Sprint wurde er hier Siebter, mit der Staffel Sechster. 2001 erreichte er in Ridnaun im Europacup in einem Sprintrennen den elften Platz. Kurz darauf startete er bei den Europameisterschaften in Haute-Maurienne, wo er als beste Platzierung den achten Rang im Sprint erreichte. Ein Jahr später in Kontiolahti war die beste Platzierung ein zehnter Staffelplatz. Aubert gab anschließend in Lahti sein Debüt im Biathlon-Weltcup. Nach einem 53. Platz im Sprint wurde er 45. in der Verfolgung. In der nächsten Zeit startete er abwechselnd im Welt- und Europacup. 2004 kam er bei einem Verfolgungsrennen in Ruhpolding als 23. erstmals in die Punkteränge.
2004/05 wurde Auberts beste Saison. Hier kam er viermal unter die Besten 20. In Pokljuka erreichte er als 15. sein bislang bestes Weltcupergebnis. Durch die recht gute Saison qualifizierte sich Aubert erstmals für Biathlon-Weltmeisterschaften. In Hochfilzen startete er im Sprint (16.) und in der Verfolgung (33.). Die Folgesaison verlief weniger gut, weswegen er einen Start bei den Olympischen Spielen 2006 verpasste.

## Biathlon-Weltcup-Platzierungen
Die Tabelle zeigt alle Platzierungen (je nach Austragungsjahr einschließlich Olympische Spiele und Weltmeisterschaften).
- 1.–3. Platz: Anzahl der Podiumsplatzierungen
- Top 10: Anzahl der Platzierungen unter den ersten zehn (einschließlich Podium)
- Punkteränge: Anzahl der Platzierungen innerhalb der Punkteränge (einschließlich Podium und Top 10)
- Starts: Anzahl gelaufener Rennen in der jeweiligen Disziplin

| Platzierung | Einzel | Sprint | Verfolgung | Massenstart | Staffel | Gesamt |
| ----------- | ------ | ------ | ---------- | ----------- | ------- | ------ |
| 1. Platz    |        |        |            |             |         |        |
| 2. Platz    |        |        |            |             | 1       | 1      |
| 3. Platz    |        |        |            |             | 1       | 1      |
| Top 10      |        |        |            |             | 4       | 4      |
| Punkteränge | 1      | 5      | 3          |             | 5       | 14     |
| Starts      | 9      | 23     | 14         |             | 5       | 51     |